# Abdessamad Badaoui
Abdessamad Badaoui (en arabe : عبد الصمد بدوي), né le 24 août 1999 à Casablanca, est un footballeur marocain qui évolue au poste d'arrière latéral droit.

## Biographie

### Formation et débuts
Abdessamad Badaoui voit le 24 août 1999 à Casablanca. Il commence à jouer au football dans les rues avant d'intégrer le centre de formation du Raja Club Athletic au Complexe Oasis.
Dès 2018, il commence a jouer avec l'équipe espoir mais ne s'impose pas comme titulaire.    

### Révélation à la JS Soualem (2019-2022)
En 2019, il rejoint la Jeunesse Sportive Soualem qui venait de remporter le championnat D3 2017-2018 sous la direction de Redouane El Haimer. Dès sa première saison, il s'impose rapidement et frôle la montée avec son équipe qui finit en 5e position.
La saison suivante, le club réalise la montée en première division pour la première fois de son histoire en finissant à une longueur de l'Olympique de Khouribga. 
Pendant l'été 2021, il refuse de rallier la Renaissance de Berkane malgré un accord conclu entre Fouzi Lekjaa et Bouchaib Bencheikh, président de la JS Soualem.

### Raja Club Athletic (2022-2023)
Le 31 janvier 2022, Abdessamad Badaoui revient à son club formateur, alors sous la houlette de Marc Wilmots, en signant un contrat de quatre années et demi.
Le 7 avril, il dispute son premier match avec les Verts contre la JS Kasbat Tadla au titre des seizièmes de finale de la coupe du trône (victoire 0-1).
Le 8 octobre à Niamey,  il dispute son premier match en compétitions internationales au titre du premier tour de la Ligues des champions 2022-23 face à l'AS Nigelec (victoire 0-2).

## Palmarès
Raja Club Athletic
- Championnat du Maroc
  - Vice-champion: 2021-22.
  - Champion :2023-2024
- Coupe du trône
  - Finaliste en 2022.